# Noordenveld (Norg)
Noordenveld is een korenmolen in het Drentse Norg.
De molen werd in 1878 gebouwd voor de familie Stevens. De molen zou tot 1962 in het bezit blijven van deze familie. De molen bleef tot die tijd beroepsmatig in gebruik en was in die tijd ook voorzien van zelfzwichting. De molen werd als vakantiewoning ingericht, sinds 1973 is hiervoor een aparte woning tegen de molen gebouwd. Het maalwerk is nog steeds aanwezig en sinds de grote restauratie in 1990 en '91 is de molen weer maalvaardig en wordt regelmatig door vrijwillige molenaars in bedrijf gesteld. De roeden met een lengte van 19,20 meter zijn uitgerust met het Oud-Hollands wieksysteem en zeilen. In de molen zijn twee koppels maalstenen voor het malen van graan.
De molen en de woning zijn nu eigendom van de naastgelegen garagehouder. Een appartementencomplex, dat de molen deels uit de wind zette, is eveneens in handen van deze ondernemer.